# عبد الله بن علي الركبان
عبد الله بن علي الركبان عالم دين سعودي، وعضو هيئة كبار العلماء السعودية سابقًا، وُلد في مدينة المجمعة عام 1362 هـ وتربى بكنف والديه محاطًا بالرعاية والعناية والعطف التحق بالدراسة وهو صغير لم يكمل الخامسة من العمر فوالده كان يوصف بأنه رجل سابق لجيله حيث كان مجيد للقراءة والكتابة في وقت قل من يجيدها وكان سفره للعراق والكويت وعمله في عدد من المجالات عامل مهم في إكسابه خبرة كبيرة واطلاع واسع وكان من الأوائل الذي اقتنوا الراديو عام 1372هـ في المجمعة وكان شغفه بالثقافة والعلم قد انعكس على تعليم أبنائه.

## نسبه
هو عبد الله بن علي بن محمد الركبان ويرجع نسبه إلى قبيلة باهلة العربية العريقة، وهي القبيلة التي لها تواجد كبير في المملكة العربية السعودية والخليج العربي، وقبيلة باهلة هم من بنو معن بن مالك بن أعصر بن سعد بن قيس بن عيلان بن مضر بن نزار بن معد بن عدنان بن أدد بن قيدار بن نابت بن إسماعيل بن إبراهيم عليه السلام، وتتفرع قبيلة باهلة لعشرات العائلات والبطون والأسر ومنها عائلة الركبان.

## حياته العلمية والعملية
درس الابتدائية في المدرسة السعودية بالمجمعة وانتقل إلى المدرسة العزيزية بالمجمعة وثم التحق بالمعهد العلمي بالمجمعة وبعد الحصول على الشهادة الثانوية انتقل للرياض للدراسة في كلية الشريعة لمواصلة الدراسة الجامعية، عمل بعد التخرج وعين أستاذا في معهد امام الدعوة بالرياض نظرا لكونه من الخريجين المتفوقين، ثم اكمل الدراسات العليا وحصل على درجة الماجستير في الفقه المقارن من كلية الشريعة والقانون في جامعة الازهر بالقاهرة عام 1389 هـ وكما حصل على درجه الدكتوراه مع مرتبة الشرف الأولى من نفس الجامعة عام 1394 هـ ثم أصبح أستاذ للدراسات العليا وعضو هيئة التدريس في كلية الشريعة في جامعة الإمام محمد بن سعود الإسلامية.
وفي عام 1420 هـ صدر أمر خادم الحرمين الشريفين الملك فهد بن عبدالعزيز رحمه الله بتعيينه عضوا في هيئة كبار العلماء وعضوا في اللجنة الدائمة للبحوث العلمية والافتاء بالمرتبة الممتازة، كما انه عضوا في مجمع الفقه الإسلامي التابع لرابطة العالم الإسلامي. ولمعالي الشيخ اسهامات كثيره في مجال البحث العلمي وأشرف على العديد من رسائل الماجستير والدكتوراه من أبرزها رسالة الدكتوراة للشيخ عبدالله بن جبرين رحمه الله ورساله الدكتوراة لمعالي الشيخ عبدالله بن محمد ال الشيخ رئيس مجلس الشورى. كما له اسهامات اعلامية عديدة من ضمنها برنامج فتاوى نورعلى الدرب لسنوات عديدة وبرنامج الجواب الكافي وكذلك برنامج حكم واحكام على اذاعه القرآن الكريم. 
تولى الخطابة في جامع الملك سعود بالناصرية منذ 40 عام، وهو الجامع الذي تولى إنشاؤه جلاله الملك سعود رحمه الله، ويحضر الصلاة معه زوار المملكة عند الزيارات الرسمية من الرؤساء وكبار المسؤولين.

## مؤلفاته
- النظرية العامة لإثبات موجبات الحدود (جزئين)
- القصاص في النفس
- الرجوع عن الإقرار
- قدم العديد من البحوث العلمية في عدد من المؤتمرات داخل المملكة وخارجها

## أبناؤه
- علي بن عبد الله الركبان
- محمد بن عبد الله الركبان
- عبد العزيز بن عبد الله الركبان
- عبد الرحمن بن عبد الله الركبان

## وصلات خارجية
- صفحته على موقع طريق الإسلام.
- برنامج ذكرياتي مع معالي الشيخ عبد الله بن علي الركبان
- برنامج حكم وأحكام إعداد وتقديم معالي الشيخ/ د.عبد الله بن علي الركبان - إذاعة القرآن الكريم